# Fabián Guzmán
Luis Fabián Guzmán Ceceña (ur. 30 kwietnia 1994 w Guadalajarze) – meksykański piłkarz występujący na pozycji środkowego obrońcy.